# João Guilherme III, Duque de Saxe-Eisenach
João Guilherme III, Duque de Saxe-Eisenach (Friedewald, 17 de Outubro de 1666 – Eisenach, 14 de Janeiro de 1729), foi um duque de Saxe-Eisenach.

## Origens
Era o terceiro filho de João Jorge I, Duque de Saxe-Eisenach e da condessa Joaneta de Sayn-Wittgenstein. O seu irmão gémeo, Maximiliano, morreu aos dois anos de idade.
Sucedeu ao seu irmão João Jorge II como duque de Saxe-Eisenach quando este morreu em 1698.

## Casamentos e descendência
Em Oranjewoud a 28 de Novembro de 1690, João Guilherme casou-se com a princesa Amália, filha de Guilherme Frederico, Príncipe de Nassau-Dietz. Tiveram dois filhos:
1. Guilherme Henrique, Duque de Saxe-Eisenach (10 de Novembro de 1691 - 26 de Julho de 1741), casado primeiro com a princesa Albertina Juliana de Nassau-Idstein; sem descendência. Casou-se depois com a princesa Ana Sofia Carlota de Brandemburgo-Schwedt; sem descendência.
2. Albertina Joaneta de Saxe-Eisenach (28 de Fevereiro de 1693 - 1 de Abril de 1700), morreu aos sete anos de idade.

Em Wolfenbüttel a 27 de Fevereiro de 1697 — dois anos após a morte da sua primeira esposa — João Guilherme casou-se em segundo lugar com a princesa Cristina Juliana de Baden-Durlach, filha de Carlos Gustavo de Baden-Durlach. Tiveram sete filhos:
1. Joaneta Antónia de Saxe-Eisenach (31 de Janeiro de 1698 - 13 de Abril de 1726), casada com João Adolfo II, Duque de Saxe-Weissenfels; com descendência.
2. Carolina Cristina de Saxe-Eisenach (15 de Abril de 1699 - 25 de Julho de 1743), casada com Carlos I, Conde de Hesse-Philippsthal; com descendência.
3. António Gustavo de Saxe-Eisenach (12 de Agosto de 1700 - 4 de Outubro de 1710), morreu aos dez anos de idade.
4. Carlota Guilhermina de Saxe-Eisenach (27 de Junho de 1703 - 17 de Agosto de 1774).
5. Joaneta Guilhermina de Saxe-Eisenach (10 de Setembro de 1704 - 3 de Janeiro de 1705), morreu aos quatro meses de idade.
6. Carlos Guilherme de Saxe-Eisenach (9 de Janeiro de 1706 - 24 de Fevereiro de 1706), morreu com poucas semanas de idade.
7. Carlos Augusto de Saxe-Eisenach (10 de Junho de 1707 - 22 de Fevereiro de 1711), morreu aos três anos de idade.

Em Weissenfels, a 28 de Julho de 1708 — um ano após a morte da sua segunda esposa — João Guilherme casou-se pela terceira vez com a princesa Madalena Sibila de Saxe-Weissenfels, filha de João Adolfo I, Duque de Saxe-Weissenfels. Tiveram três filhos:
1. Joana Madalena de Saxe-Eisenach (19 de Agosto de 1710 - 26 de Fevereiro de 1711), morreu aos seis meses de idade.
2. Cristiana Guilhermina de Saxe-Eisenach (3 de Setembro de 1711 - 27 de Novembro de 1740), casada com Carlos, Príncipe de Nassau-Usingen; com descendência.
3. João Guilherme de Saxe-Eisenach (28 de Janeiro de 1713 - 8 de Maio de 1713), morreu aos quatro meses de idade.

No Schloss Philippsruhe a 29 de Maio de 1727 — um ano após a morte da sua terceira esposa — João Guilherme casou-se pela quarta vez com a condessa Maria Cristina de Leiningen-Dagsburg-Falkenburg-Heidesheim, princesa-viúva de Baden-Durlach. Não nasceram filhos desta união.

## Genealogia
| João Guilherme III, Duque de Saxe-Eisenach | Pai: João Jorge I, Duque de Saxe-Eisenach | Avô paterno: Guilherme, Duque de Saxe-Weimar          | Bisavô paterno: João II, Duque de Saxe-Weimar                  |
| João Guilherme III, Duque de Saxe-Eisenach | Pai: João Jorge I, Duque de Saxe-Eisenach | Avô paterno: Guilherme, Duque de Saxe-Weimar          | Bisavó paterna: Doroteia Maria de Anhalt                       |
| João Guilherme III, Duque de Saxe-Eisenach | Pai: João Jorge I, Duque de Saxe-Eisenach | Avó paterna: Leonor Doroteia de Anhalt-Dessau         | Bisavô paterno: João Jorge I, Príncipe de Anhalt-Dessau        |
| João Guilherme III, Duque de Saxe-Eisenach | Pai: João Jorge I, Duque de Saxe-Eisenach | Avó paterna: Leonor Doroteia de Anhalt-Dessau         | Bisavó paterna: Doroteia do Palatinado-Simmern                 |
| João Guilherme III, Duque de Saxe-Eisenach | Mãe: Joaneta de Sayn-Wittgenstein         | Avô materno: Ernesto, Conde de Sayn-Wittgenstein-Sayn | Bisavô materno: Guilherme III, Conde de Sayn-Wittgenstein-Sayn |
| João Guilherme III, Duque de Saxe-Eisenach | Mãe: Joaneta de Sayn-Wittgenstein         | Avô materno: Ernesto, Conde de Sayn-Wittgenstein-Sayn | Bisavó materna: Ana Isabel de Sayn Wittgenstein                |
| João Guilherme III, Duque de Saxe-Eisenach | Mãe: Joaneta de Sayn-Wittgenstein         | Avó materna: Luísa Juliana de Erbach                  | Bisavô materno: Jorge III, Conde de Erbach-Breuberg            |
| João Guilherme III, Duque de Saxe-Eisenach | Mãe: Joaneta de Sayn-Wittgenstein         | Avó materna: Luísa Juliana de Erbach                  | Bisavó materna: Maria de Barby-Mühlingen                       |